# 英-玛丽·奥尔松
英-玛丽·奥尔松（瑞典語：Ing-Marie Olsson，1966年2月23日—），瑞典女子足球运动员，场上位置是守门员。她曾代表瑞典国家队参加1991年国际足联女子世界杯，结果队伍获得季军。